# Gervasi i Protasi

Gervasi i Protasi (Milà, s. II - 180 o 303) eren dos germans bessons milanesos, morts com a màrtirs per la fe cristiana. Són venerats com a sants per diverses confesssions cristianes.

## Biografia
Les notícies sobre les seves vides es perden en el temps i n'han arribat molt pocs documents. No se'n coneix la data de naixement ni el precís moment històric en què viuen. Algunes fonts diuen que visqueren durant el regnat de Neró i que es van convertir al cristianisme, juntament amb els seus pares (sant Vidal de Ravenna i santa Valèria de Milà), essent batejats pel bisbe de Milà Sant Gai. El més probable és que visquessin al segle iii, durant la persecució dels cristians de Deci o Valerià I, o alguns anys més tard durant la persecució de Dioclecià.
Al segle v un autor anònim va escriure'n la Passio, on es pot trobar informació sobre la seva existència, però sense cap garantia de versemblança. La Passio diu que van ser màrtirs. Els seus pares van ser morts quan tornaven cap a Milà. En saber-ho, Gervasi i Protasi van decidir de vendre tots els béns familiars i van distribuir els diners obtinguts entre els pobres de Milà. Després, van passar deu anys dedicats a la pregària, la meditació i la pràctica de la virtut.
Quan el general Anastasi va arribar a Milà, els dos germans van ser denunciats com a cristians. Van ser detinguts, torturats i humiliats. Protasi va morir decapitat d'un cop d'espasa, i Gervasi morí a conseqüència dels nombrosos cops rebuts.

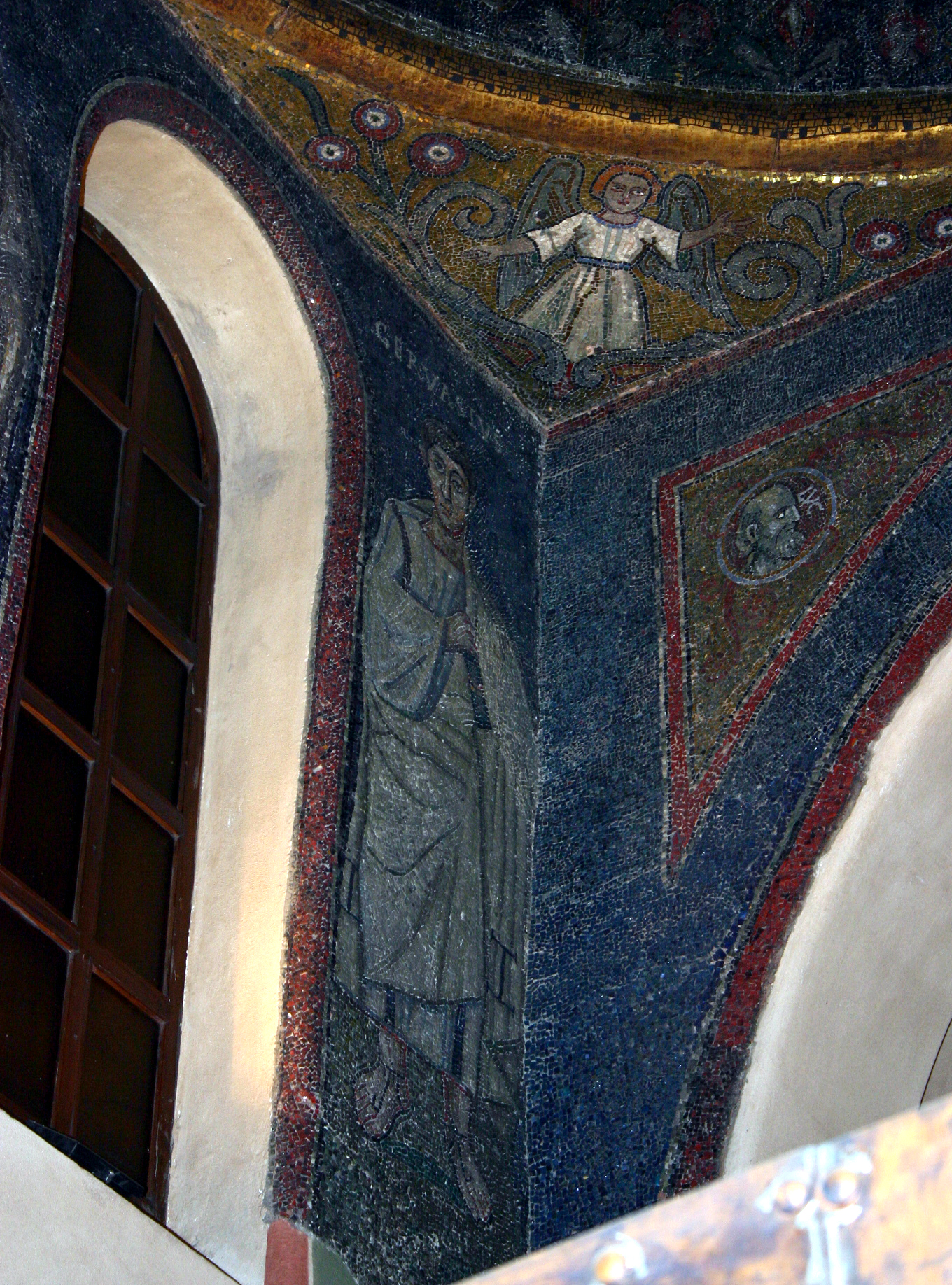
Sant Gervasi, mosaic del s.V a San Vittore in Ciel d'Oro (Milà)
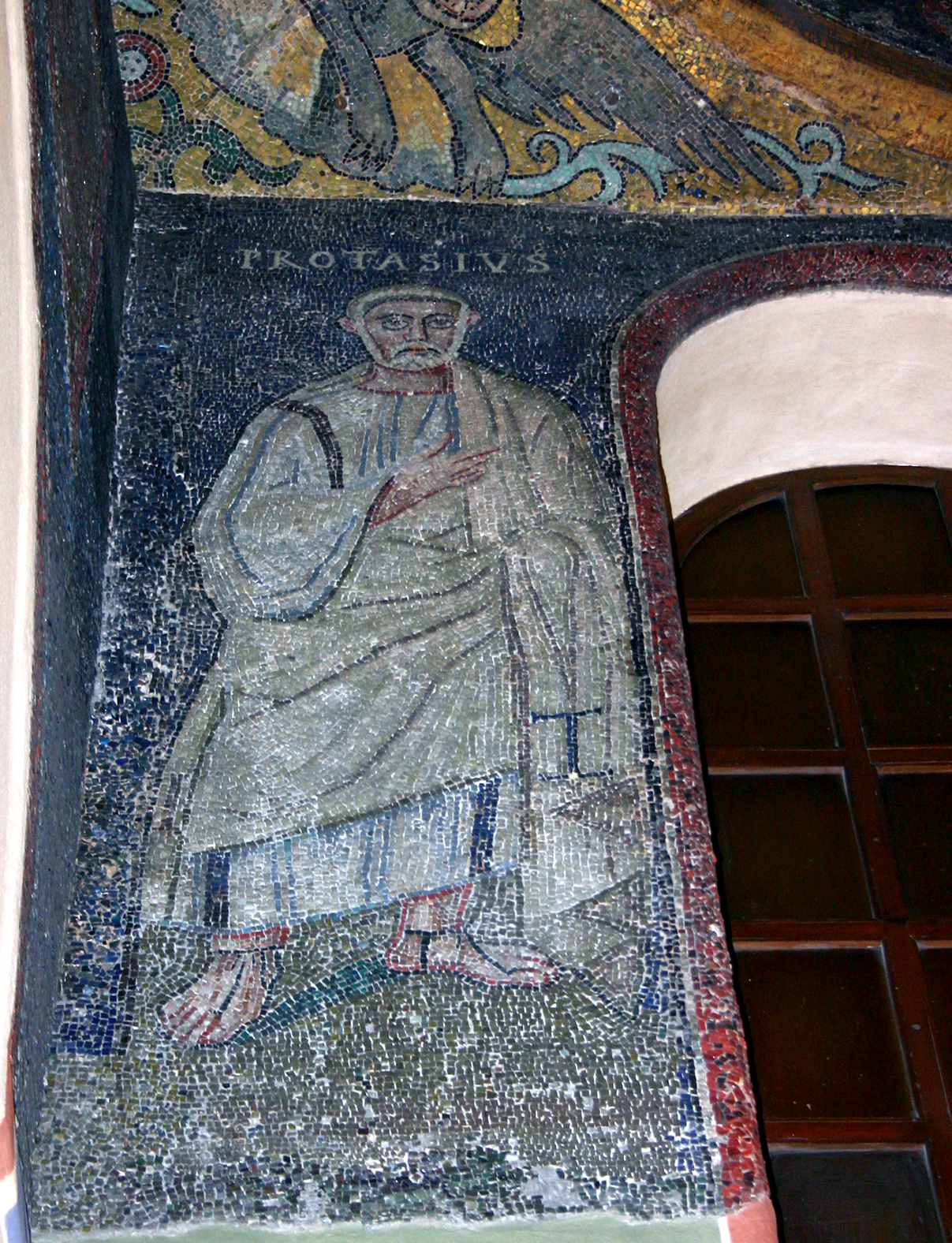
Sant Protasi, mosaic del s. V
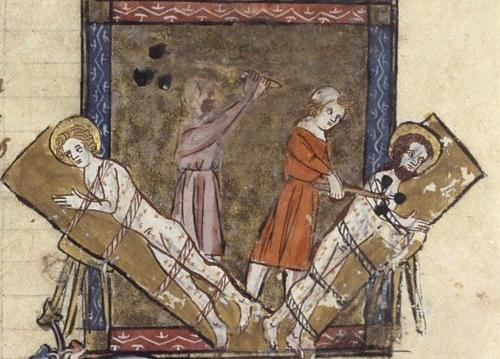
Martiri dels sants, a una miniatura francesa del s. XIV (París, Bib. nationale, ms. Français 185)
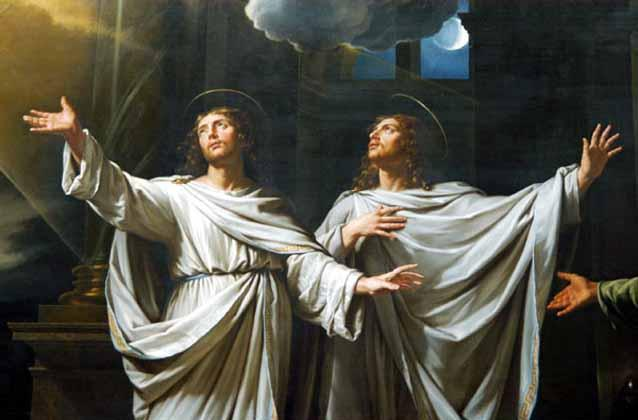
Fragment d'una pintura de Philippe de Champaigne, 1658 (París, Louvre)

## Les relíquies
Els seus cossos van ser trobats el 7 de juny de 386 en l'àrea del cementiri, gràcies a una excavació encarregada pel bisbe Sant Ambròs. No se sabia la identitat de les restes, ja que la seva memòria s'havia perdut. Paulí de Milà, secretari i biògraf d'Ambròs, diu que els cossos van ser trobats per una revelació que Ambròs havia tingut, tot i que el mateix bisbe, en les seves cartes a la seva germana Marcel·lina, li deia que havia tingut una premonició i no una veritable revelació.
En 386, va acabar la construcció de l'actual Basílica de Sant Ambròs a Milà. El 19 de juny Ambrós va consagrar-la oficialment amb l'elecció dels sants Gervasi i Protasi com a patrons i el dipòsit de les seves relíquies sota l'altar de la basílica. Segons algunes fonts, la deposició de les relíquies de Gervasi i Protasi va ser una invenció que Ambrós va fer servir per a atreure la multitud. En 835, les relíquies es van col·locar a una urna de pòrfid, juntament amb les de Sant Ambrós. El 14 de maig de 1874 les relíquies dels sants van ser col·locades en una urna d'argent i vidre, on encara són.

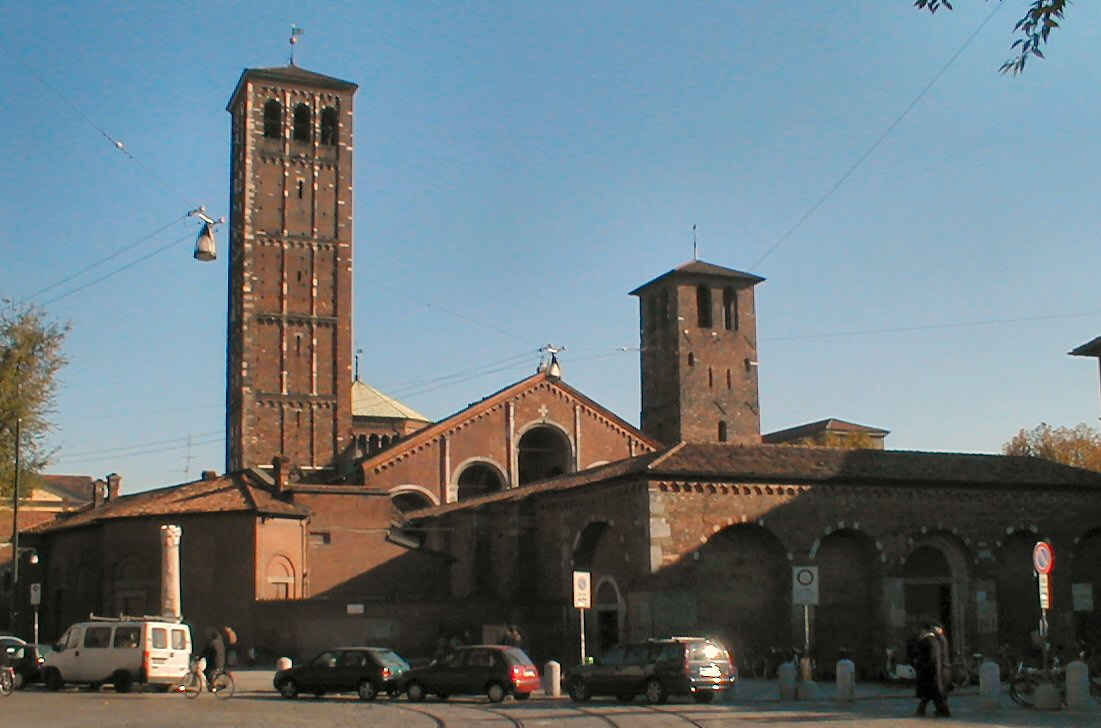
Basílica de Sant Ambròs, a Milà
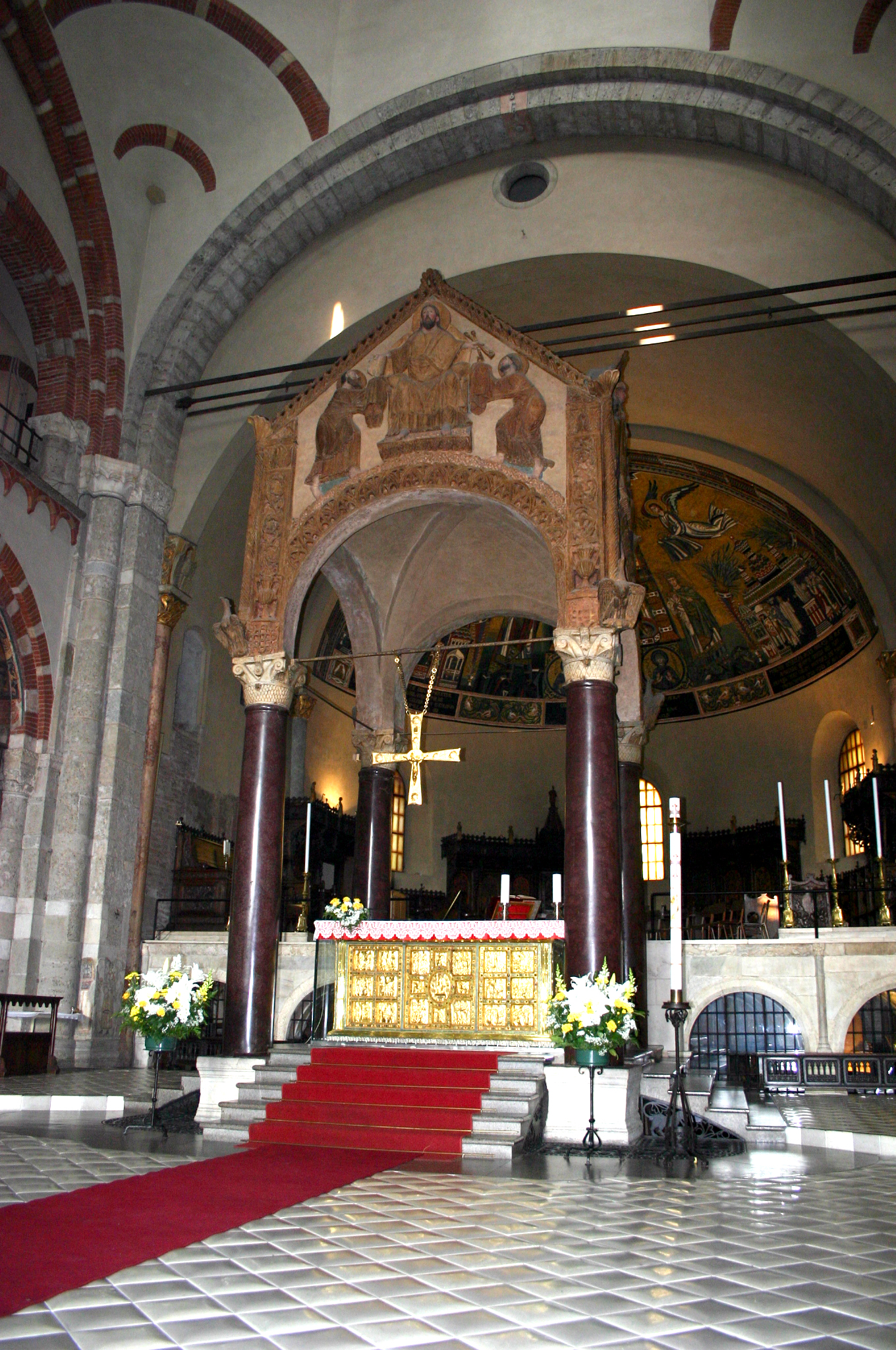
Baldaquí i altar de Sant Ambròs, que marca el lloc on hi ha les restes (dins l'altar i a sota, a la cripta) dels sants
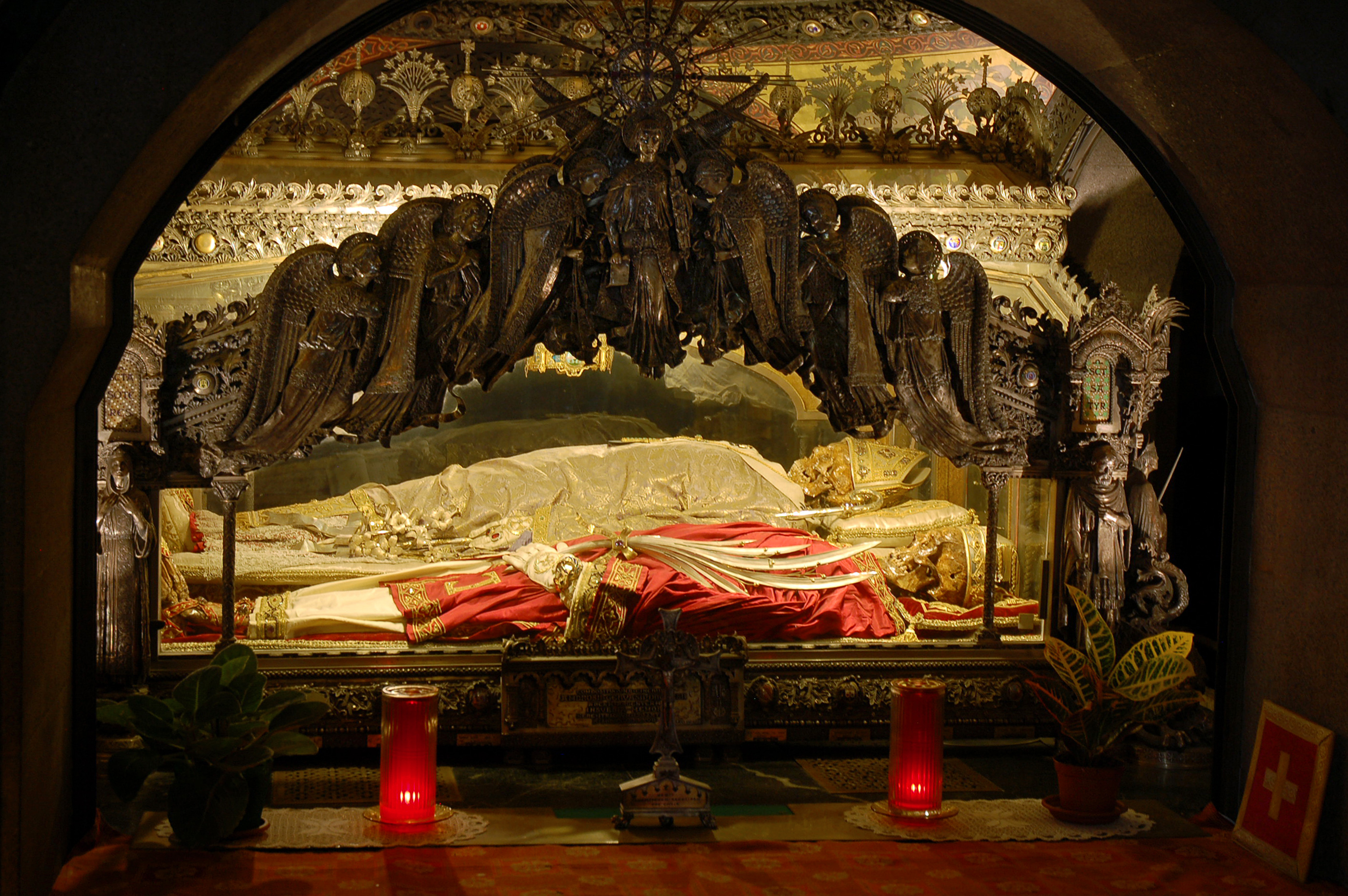
Cripta de Sant Ambròs, amb les restes de Gervasi i Protasi i Ambròs, feta en 1897

Des del descobriment dels cossos el culte se'n difongué, en primer lloc a les ciutats del nord: Brescia i Ravenna i, després, a Roma, on Innocenci I erigí una església amb el seu nom, avui anomenada de Sant Vidal.
La seva festa és el 19 de juny, dia de la translació de les relíquies a Sant Ambròs.
A Catalunya, una capella dels Sants Gervasi i Protasi donà nom a l'antic municipi de Sant Gervasi de Cassoles, posteriorment annexionat a Barcelona. L'advocació principal de la capella va correspondre als sants bessons fins al segle xviii, quan s'hi afegí un altar amb una imatge de la Mare de Déu dels Afortunats o de la Bonanova.

## Iconografia

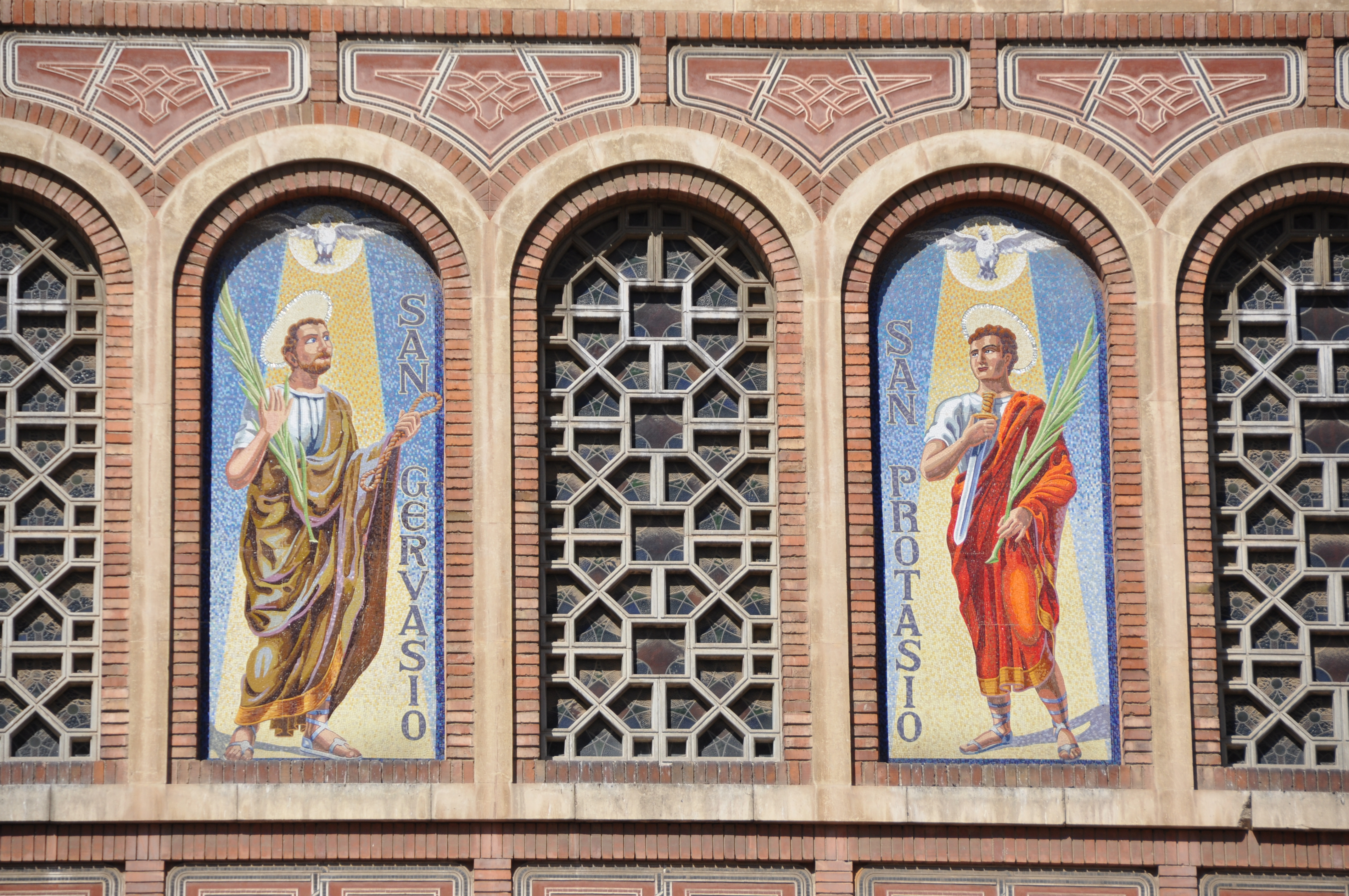
Sant Gervasi i Sant Protasi. Mosaics a la façana de l'església de la Mare de Déu de la Bonanova, Barcelona

Es representen els dos junts, mostrant un aspecte jovenil i vestits amb la característica clàmide o túnica romana. Els seus atributs són l'habitual palma dels màrtirs i una espasa. També poden portar una creu, una corda i corona. La seva hagiografia es troba recollida a la Llegenda àuria.
Obresː
- Mosaics de la basílica de Sant Vidal de Ravenna
- Mosaics de la basílica de Sant Apol·linar el Nou de Ravenna
- Mosaics de l'absis de la basílica de Sant Ambròs de Milà
- Pintures murals de Sant Pere de Sorpe. S. XII. MNAC[3]
- La troballa (invenció) de les relíquies de Sant Gervasi i sant Protasi, de Philippe de Campaigne, 1657-1660 (Museu de Belles Arts de Lió)[4]
- La flagel·lacio de sant Gervasi, d'Eustache Le Sueur i Thomas Goussé, 1654-55 (Museu de Belles Arts de Lió)
- Església de la Mare de Déu de la Bonanova (Barcelona).